# BAZOOKA!!!
『BAZOOKA!!!』（バズーカ）は、2011年10月3日から2019年8月26日までBSスカパー!で放送されていたバラエティ番組。2022年6月4日から2023年5月27日まではABEMAで配信されていた。

## 概要
「自由を愛する大人のためのテレビ」をモットーに、独自の目線で世の中に本気で迫るエッジでラジカルなニュースドキュメントバラエティ番組。
ゲストを招きそのゲストの半生についてトークする企画や、後述するようなエロス・アンダーグラウンドなどの事象を扱う過激な企画、東日本大震災の被災地訪問など当番組ならではの目線で社会に切り込む企画を中心に放送する。
ゲストには、上祐史浩、真樹日佐夫、新垣隆、鬼束ちひろ、朝堂院大覚、田母神俊雄、内田裕也、村西とおる、金田仁（元RCサクセションマネージャーで「拳銃密輸王」と呼ばれた）など、地上波のトーク番組ではありえないタイプの人々が出演してきた。上祐史浩や新垣隆、鬼束ちひろなどは、事件後最初のテレビ出演であり、多くのゲストは何らかの世間を騒がせた問題が発生した後、地上波では出演依頼を自粛するような時期に出演することが多い。
番組の途中に、ラップやヒップホップを中心にゲストミュージシャンによるライブ演奏がある。これまでにANARCHY、SIMON、KREVA、SALU、DARTHREIDER、AKLO、SEEDA、鎮座DOPENESS、KOHH、SIMI LAB、MC魔、D.O、FIRE BALL、横山剣、PUSHIM、JESSE、MOOMINなどが出演した。
2019年8月26日の最終回をもって、BSスカパー!での放送を終了した。
2022年6月4日に、ABEMAでのインターネット配信番組として復活した。ABEMAでは「空気を読まないジャーナリズムバラエティ」を標榜した。
2023年5月27日の配信をもって、ABEMAでの配信は休止しているが、番組から派生した企画の『高校生RAP選手権』は、その後も開催およびABEMAでの配信を続けている。

## 出演者

### ABEMA版

#### レギュラー
- 小籔千豊
- くっきー！（野性爆弾）
- 中嶋イッキュウ
- 平本蓮
- 水原希子
- 長谷川忍（シソンヌ）… シーズン2 第4回から

### BSスカパー!版

#### MC
- 小籔千豊（2011年10月 - 2019年）
- やべきょうすけ（2017年1月 - 2019年）

#### MEMBER
- 千鳥（2017年1月 - 2019年）
  - 大悟（2017年1月 - 2019年）
  - ノブ（2017年1月 - 2019年）
- くっきー!（2017年1月 - 2019年）
- 中嶋イッキュウ（2017年1月 - 2019年）
- Licaxxx（2017年1月 - 2019年）
- 紗蘭（2017年1月 - 2019年）

### 過去の出演者

#### MC
- 真木蔵人（2011年10月 - 2016年9月）
  - 第165回（2016年5月9日初回放送回）では番組冒頭にMCである真木が「サーフィン中に怪我をしたために今回は欠席」の旨が小籔より告知されたが、実際は5月6日に真木が交際相手に対し暴行を加えたとして、傷害罪の容疑で逮捕されていたためであった[3]。翌週の第166回（2016年5月16日初回放送回）では、前回の放送での間違いについて、小籔から「真木の事務所からそのような連絡があり、そのまま放送したが、実際はメディア報道の通り逮捕拘留されていた。今後の経緯を見守りながら、これからの対応を決めたい」とし、さらに「我々としては真木さんのことを待ってるぜ!メン!」と発言している。その後、真木は5月16日付けで処分保留で釈放された[4]。2016年8月22日の第178回放送分にて、真木本人から事件の詳細について説明があり、視聴者や関係者への謝罪を行った。相手女性への暴力はなかったという[5]。2016年8月30日の高校生RAP選手権ではMCを務め、番組に復帰。

#### BAZOOKA CLAN!!!
- レイザーラモンRG（ - 2016年9月）
- 紗羅マリー（ - 2016年9月）
- 秋元梢（2014年10月 - 2016年9月）
- 立花亜野芽（2014年10月 - 2016年9月）
- メロディー洋子（2011年10月 - 2012年6月）
- 高垣勇二（2011年10月 - 2012年10月）
- KAYO☆（2011年10月 - 2013年3月）
- エリイ（Chim↑Pom）（2011年10月 - 2015年9月）
- KUMI（KUCHIBILL）（ - 2016年9月） - BAZOOKA!!!DANCER
- Lilika（KUCHIBILL）（ - 2016年9月） - BAZOOKA!!!DANCER
- momoMc（KUCHIBILL）（ - 2016年9月） - BAZOOKA!!!DANCER

## 沿革
- 2011年10月3日放送開始。当初は一部を除き毎週月曜22時からの60分番組だった。
- 2013年4月15日の第75回を最後に毎週放送が終了、2013年5月27日の第76回〜第79回は各月の最終月曜の月一回、90分放送になり生放送ではない収録回も増えた。
- 2013年10月14日の第80回〜第82回は放送日・放送開始時間・放送分数などバラバラで不安定な期間が半年以上続いた。
- 2014年3月17日の第83回〜第95回は第2・第4月曜の月2回の60分放送となる。
- 2014年10月6日の第97回以降、放送開始時間が21時に移動し毎週放送に戻った。
- 2016年8月22日放送回で9月でいったん休止することを発表。
- 2017年1月9日、小籔以外の出演者をすべて入れ替えて放送再開。
- 2019年8月26日、BSスカパー!での放送終了。
- 2022年6月4日、ABEMAにてインターネット番組として復活。第1回は土曜23時からの60分番組として配信[6]。
- 2022年10月29日、ABEMA版のシーズン1を配信終了。
- 2023年3月4日、ABEMA版のシーズン2を配信開始。
- 2023年5月27日、ABEMA版のシーズン2を配信終了。

## 主な企画
- 高校生RAP選手権 ： 21回開催（BSスカパー!版16回、ABEMA版5回）。高校生達がフリースタイルラップでMCバトルを行い、高校生ラッパーの頂点を決定する。『フリースタイルダンジョン』の企画立ち上げに影響を与えるなど、MCバトルブームの引き金となった。
- 地下クイズ王決定戦 ： 8回開催（BSスカパー!版7回、ABEMA版1回）。「殺人鬼」「オカルト」「裏社会」「芸能ゴシップ」などダークサイドなクイズジャンルから出題される。
- ヤンチャな女ののど自慢 ： 5回開催（BSスカパー!版4回、ABEMA版1回）。ヤンチャな経歴を重ねてきた女性たちがその経験を振り返り、思いを歌に込めて熱唱する。
- 放送NG演芸 ： 5回開催（BSスカパー!版4回、ABEMA版1回）。政治ネタや過激な下ネタなど、地上波では放送できない芸を披露する。
- おっぱいスペシャル ： 4回開催。番組に応募した女性をオーディションで厳選し、自慢の「おっぱい」を披露してもらう。
- お化けの出てこない怖い話 ： 4回開催。心霊ネタ以外で、背筋が凍るような怖い話を披露する。
- 訴えてる人に聞いてみた ： 4回開催。世の中に何かを訴えている人に直撃取材する。
- タバコ推奨派VS嫌煙派 ： 3回開催。喫煙推奨派と嫌煙派の論客がスタジオで意見を戦わせる。類似した企画として、大麻の推奨派と反対派によるディベート企画もあった。
- 現代不良服飾入門 ： 2回開催（少年編、少女編）。不良と呼ばれている人のファッションの移り変わりを紹介し、現代の不良のファッションについて学ぶ。
- 俺の描く娘が一番エロイよアワード ： 2回開催。漫画家やイラストレーターを招き、最もエロく女性を描けるのは誰かを競う。
- 真木蔵人 戸塚ヨットスクールへ入校 ： 戸塚ヨットスクール校長の戸塚宏を招き、独自の教育論を語ってもらう。
- プリズンNIGHT ： 元受刑者による「刑務所内のおもしろ話」や「受刑者あるある」などで、刑務所の中の実態を明かす。
- FUCK風営法 ： 風営法によりクラブが多数摘発された状況から、風営法に関する問題を真剣に考える。
- 坂田亘の乳吸い企画 ： 当初は坂田が「動物と闘いたい」という企画を持ち込んだが、プロデューサーの意向で「動物の乳を吸ったら勝ち」という企画に変更された。
- 仏教渋くないすかナイト ：笑い飯の哲夫ほか仏教に精通するゲストを招き、仏教の魅力を語ってもらう。
- どうなってるのか見てみたい ： レイザーラモンRGによる右翼団体の街宣車への潜入取材など、実態を知られていない物事への取材を行う。
- 70年代の関東の暴走族ベスト10 ： 元実話ナックルズ編集長の久田将義を招き、彼の取材に基いたインパクトのある暴走族を紹介してもらう。
- 全身全霊で応援!頑張れ!麻美ゆま ： 癌（卵巣境界悪性腫瘍）で静養中の麻美ゆまを応援する。
- ミゼットプロレス生放送 ： 差別的な見せ物として批判され衰退したミゼットプロレスの魅力を知ってもらうべく、スタジオで実際に試合を行う。
- 実証!大量添加物食品 ： 「食品添加物の神様」と呼ばれる安部司を招き、コンビニの定番「ハンバーグ弁当」を再現しつつ現代の食とは何かを考える。

など

## 放送リスト

### BSスカパー!版 第1回〜第100回（2011年10月3日 - 2014年10月27日）
| 回      | 放送日         | タイトル |
| ------- | -------------- | --- |
| 第1回   | 2011年10月3日  | BAZOOKA!!! CLAN紹介 ゲスト：真樹日佐夫 |
| 第2回   | 2011年10月10日 | 秘密の高IQ集団メンサに潜入 ゲスト：YOU THE ROCK★ |
| 第3回   | 2011年10月17日 | 緊急生出演!BAZOOKA!!!スタジオで 山本太郎が本音を語る! |
| 第4回   | 2011年10月24日 | 日本のブラジルへ勇二が潜入! ゲスト：朝堂院大覚 |
| 第5回   | 2011年10月31日 | BAZNEWS ゲスト：平野勝之（映画『監督失格』監督） |
| 第6回   | 2011年11月7日  | フェラーリオーナー実態調査!〜跳ね馬狩り〜 ゲスト：吉田豪 |
| 第7回   | 2011年11月14日 | BAZNEWS ゲスト：田母神俊雄 ライブ：切腹ピストルズ |
| 第8回   | 2011年11月21日 | 密着ドキュメント 真木蔵人 復興への想い ゲスト：Candle JUNE |
| 第9回   | 2011年11月28日 | スタジオでタトゥー生彫り!!! ゲスト：山本“KID”徳郁 |
| 第10回  | 2011年12月5日  | 1Hまるごと超能力解明SP ゲスト：DaiGo、カーネリアン畑 |
| 第11回  | 2011年12月12日 | 東京アウトロー新聞 ゲスト：貴闘力 元大嶽親方、愛甲猛 |
| 第12回  | 2011年12月19日 | 続・超能力解明SP ゲスト：DaiGo、カーネリアン畑 |
| 第13回  | 2011年12月26日 | まるごと内田裕也スペシャル |
| 第14回  | 2012年1月9日   | 戦い続けるデヴィ夫人人生史SP |
| 第15回  | 2012年1月16日  | 乳はじめ 1時間丸ごとおっぱいスペシャル |
| 第16回  | 2012年1月23日  | 悪羅悪羅 OLD SCHOOL ヤンキーカルチャーSP ゲスト：氣志團 團長 綾小路翔 |
| 第17回  | 2012年1月30日  | ＜小籔軍団 東京見本市＞ ゲスト：千鳥、ダイアン、土肥ポン太 |
| 第18回  | 2012年2月6日   | モテるための催眠術、モテ催眠術SP! ゲスト：DaiGo、コーヒーポット |
| 第19回  | 2012年2月13日  | 命がけの陰謀ぶちまけNIGHT ゲスト：ベンジャミン・フルフォード、森田豊 |
| 第20回  | 2012年2月20日  | 前田日明（THE OUTSIDER プロデューサー）、緊急参戦!!! ゲスト：大槻ケンヂ |
| 第21回  | 2012年2月27日  | 真木蔵人ナビゲートによるBAZOOKA!!! ハワイ上陸大作戦! ゲスト：MiSHKa、小錦八十吉、Taimane Gardner |
| 第22回  | 2012年3月5日   | 総集編 |
| 第23回  | 2012年3月12日  | 真木蔵人 戸塚ヨットスクール入校!、緊急参戦!!! ゲスト：戸塚宏 |
| 第24回  | 2012年3月19日  | 未確認生物の夜 ゲスト：山口敏太郎、八木原圀明、角幡唯介 |
| 第25回  | 2012年3月26日  | BAZSEX ゲスト：渡辺ひろ乃 |
| 第26回  | 2012年4月2日   | エイプリルフール後夜祭 全部ウソNIGHT ゲスト：北芝健、杉村太蔵、久田将義 |
| 第27回  | 2012年4月9日   | BAZLIVE Maniacs NIGHT ナビゲーター：Zeebra |
| 第28回  | 2012年4月16日  | 上祐史浩、オウム洗脳の真実を語る |
| 第29回  | 2012年4月23日  | エイプリルフール・リターンズ ゲスト：杉村太蔵、久田将義、ベンジャミン・フルフォード |
| 第30回  | 2012年4月30日  | 放送NG演芸 |
| 第31回  | 2012年5月7日   | THE OUTSIDER直前SP ゲスト：菊地成孔、大井洋一 ライブ：（仮）ALBATRUS |
| 第32回  | 2012年5月14日  | THE OUTSIDER Night ゲスト：菊地成孔、大槻ケンヂ ライブ：OZROSAURUS |
| 第33回  | 2012年5月21日  | 徹底討論!ヤリマン!是か非か! ゲスト：代々木忠 ライブ：BiS |
| 第34回  | 2012年5月28日  | 天才!天久聖一の世界 ゲスト：ピエール瀧 ライブ：FIRE BALL |
| 第35回  | 2012年6月4日   | 鬼束ちひろのフリーダム歌謡祭! |
| 第36回  | 2012年6月11日  | プリズンNight ゲスト：戸塚宏、YOU THE ROCK★ ライブ：D.O |
| 第37回  | 2012年6月18日  | ファック!クラブ風営法! ライブ：Zeebra、DARTHREIDER |
| 第38回  | 2012年6月25日  | VIVA! SM! NIGHT! ゲスト：一鬼のこ、夕樹七瀬 |
| 第39回  | 2012年7月2日   | 坂田亘の乳吸い企画 ライブ：FRYING DUTCHMAN |
| 第40回  | 2012年7月16日  | 現代不良少年装飾事情 |
| 第41回  | 2012年7月23日  | 高校生RAP選手権 |
| 第42回  | 2012年7月30日  | 総集編 |
| 第43回  | 2012年8月6日   | 氣志團のモンスターハンター |
| 第44回  | 2012年8月13日  | 熱演AV女優!チャック降ろす前に大賞 ガイド：哲夫（笑い飯） ライブ：キノコホテル |
| 第45回  | 2012年8月20日  | BEACH PARTY ライブ：ZEEBRA、MOOMIN、HOME GROWN、 LUVRAW&BTB、COMA-CHI |
| 第46回  | 2012年8月27日  | DaiGoのオカルトResearch ゲスト：あみ ライブ：NO☆GAIN |
| 第47回  | 2012年9月3日   | 大人に不都合な若者育成NIGHT ゲスト：モーリー・ロバートソン ライブ：AKLO |
| 第48回  | 2012年9月10日  | 秋のエイプリルフール!全部ウソNIGHT |
| 第49回  | 2012年9月17日  | BAZLIVE MANIACS2 |
| 第50回  | 2012年9月24日  | 偉人再評価NIGHT 生島ヒロシ ゲスト：シエ藤 ライブ：ビッグポルノ |
| 第51回  | 2012年10月15日 | 1周年! CLAN NOW! ゲスト：Chim↑Pom ライブ：RIZE |
| 第52回  | 2012年10月22日 | 高校生RAP選手権 ゲスト:Zeebra、DABO、SIMON、DJ KEN-BO、DARTHREIDER |
| 第53回  | 2012年10月29日 | 東京SEX OUTSIDER ライブ：RAT |
| 第54回  | 2012年11月5日  | ツレ連れナイト ゲスト：池乃めだか、西岡昌典 カラオケ：池乃めだか |
| 第55回  | 2012年11月12日 | 元大富豪 早田英志の波乱万丈人生論 ライブ：ザ50回転ズ |
| 第56回  | 2012年11月19日 | 仏教渋くないすかナイト ゲスト：宮崎哲弥、哲夫（笑い飯）、蝉丸P ライブ：ハッチハッチェルバンド |
| 第57回  | 2012年11月26日 | 新メンバー歓迎NIGHT ゲスト：レイザーラモンRG、紗羅マリー ライブ：紗羅マリー |
| 第58回  | 2012年12月3日  | 宍戸錠の辞世の猥談 ライブ：踊ろうマチルダ |
| 第59回  | 2012年12月10日 | ベジタリアンナイト ライブ：鎮座DOPENESS |
| 第60回  | 2012年12月17日 | ものまね芸人松村邦洋の隠れた恐るべき才能 ゲスト：水道橋博士 ライブ：ZEN-LA-ROCK |
| 第61回  | 2012年12月24日 | 聖なる夜のTATOO GIRL COLLECTION |
| 第62回  | 2013年1月1日   | 総集編 |
| 第63回  | 2013年1月14日  | 新春放送NG演芸 ゲスト：友近、哲夫（笑い飯）、アルコ&ピース、ねづっち、 中村愛、ハンマミーヤ一木、大本営八俵、キャベツ確認中、 こりゃめでてーな伊藤、セブンbyセブン玉城、デスペラード                    |
| 第64回  | 2013年1月21日  | 北九州の成人式の全て ライブ：SIMON |
| 第65回  | 2013年1月28日  | グラフィティNIGHT ゲスト：TENGA、VERY、ANONYMOUS ライブ：TETRAD THE GANG OF FOUR |
| 第66回  | 2013年2月4日   | BAZOOKA!!!なんでもランキング・暴走族編 ゲスト：久田将義 ライブ：Charisma.com |
| 第67回  | 2013年2月11日  | 男ってなんだ?〜女の知らない世界へようこそ〜 ゲスト：塚越友子 ライブ：YOUR SONG IS GOOD |
| 第68回  | 2013年2月18日  | バズーカ どうなってるのか見てみたい！ ライブ：KLEPTOMANIAC feat RUMI,MARIA |
| 第69回  | 2013年2月25日  | 地下クイズ王決定戦 解答者：中野亨、渡辺徹、中村かおり、 田中正信、BAZOOKAオールスターズ |
| 第70回  | 2013年3月4日   | ゾンビ入門 ゲスト：塩田時敏、稲船敬二、古泉智浩 ライブ：爆弾ジョニー |
| 第71回  | 2013年3月11日  | バズーカon3.11震災復興スペシャル ゲスト：下山和也、山崎亮、鈴木せつ子 ライブ：JESSE |
| 第72回  | 2013年3月18日  | 高校生RAP選手権 直前SP ゲスト：Zeebra、DARTHEREIDER、都築響一 ライブ：DABO |
| 第73回  | 2013年3月25日  | BAZLIVE MANIACS3 |
| 第74回  | 2013年4月8日   | 第3回BAZOOKA!!! 高校生RAP選手権（120分） ゲスト：ZEEBRA、DABO、SIMON、DARTHREIDER、 DJ KEN-BO、鎮座DOPENESS、MARIA(SIMI LAB)                                                                            |
| 第75回  | 2013年4月15日  | 高校生RAP選手権後夜祭 ライブゲスト：SIMI LAB、鎮座DOPENESS、AKLO、SALU、ANARCHY |
| 第76回  | 2013年5月27日  | や○まんの主張!私の何がいけないの?（90分） ヤリマン：イライザ・ロイヤル、りえ坊、みる、若林美保、 桜井和泉、あいり、マリコ、ルビィ、峰なゆか、チアキ、 相原世礼菜、立花亜野芽 ゲスト：坂井昭宏、夏目祭子 |
| 第77回  | 2013年6月24日  | 第2回地下クイズ王決定戦（90分） 解答者：布川尚之、脇屋恵子、しみけん、 渡辺徹、BAKOOKAオールスターズ |
| 第78回  | 2013年7月29日  | ビーチパーティー（90分） ゲスト：Zeebra、MOOMIN、cro-magnon、HOME GROWN、 PUSHIM、FIRE BALL、横山剣 |
| 第79回  | 2013年8月26日  | 全身全霊で応援!頑張れ!麻美ゆま（90分） ゲスト：蒼井そら ライブ：氣志團 |
| 第80回  | 2013年10月14日 | 第4回BAZOOKA!!! 高校生RAP選手権（120分） |
| 第81回  | 2013年10月28日 | 高校生RAP選手権アーティストライブSP（90分） ゲスト：SPSEEDA、MC漢、D.OSIMI LAB、DARTHREIDER |
| 第82回  | 2013年11月25日 | 謎の金髪トップレス集団現る（90分） ゲスト：FEMEN、新井エリー、柊一華、水嶋かおりん ライブ：後藤まりこ                                                                                                   |
| 第83回  | 2014年3月17日  | 高校生RAP選手権直前SP（60分） |
| 第84回  | 2014年4月14日  | 第5回BAZOOKA!!! 高校生RAP選手権（180分） |
| 第85回  | 2014年4月28日  | 谷村新司の不思議な夜 |
| 第86回  | 2014年5月12日  | 人はどこまで高く蹴れるのか?顎砕選手権! |
| 第87回  | 2014年5月26日  | 芸術?先鋭?新垣隆の「現代音楽」解説! |
| 第88回  | 2014年6月9日   | 俺の描く娘が一番エロイよアワード開催! ゲスト：江川達也、星月めろん、コラーゲン、羽生麻里、吉田渉、 たべ・こーじ ライブ：KARAMUSHI                                                                       |
| 第89回  | 2014年6月23日  | Song for you ヤンチャな女のノド自慢 ゲスト：菅野美咲、奥村美香、千尋優海、 おかゆ、茶谷伊織、新谷ゆみ                                                                                                   |
| 第90回  | 2014年7月14日  | バズーカライブ総集編 BAZLIVE MIXED-UP |
| 第91回  | 2014年7月28日  | 納涼!本当にあった怖い話 ゲスト：久田将義、まみ、孫崎享、D.O、 サラミ、江本義弘、しみけん、大谷千恵 |
| 第92回  | 2014年8月11日  | 板東英二の人生トライアウト!!! ライブ：BRADIO |
| 第93回  | 2014年8月25日  | バズーカ!山本KIDと送る怖い犬特集! |
| 第94回  | 2014年9月8日   | 添加物の実態? 実証ケミカルクッキング ゲスト：安部司 |
| 第95回  | 2014年9月22日  | 訴えてる人に聞いてみた! 第6回高校生RAP選手権の出場ラッパー大発表 &大会見所パーフェクトガイド ゲスト：R-指定、DARTHREIDER ライブ：R-指定                                                                 |
| 第96回  | 2014年10月4日  | 第6回高校生RAP選手権!史上初生放送! ※『チャンネル大生回転TV 第1部』の中で放送 |
| 第97回  | 2014年10月6日  | BAZOOKA!!!総集編 |
| 第98回  | 2014年10月13日 | 新メンバー歓迎!バズーカ新歓コンパ ライブ：Fire Ball |
| 第99回  | 2014年10月20日 | バズーカで蘇る!ミゼットプロレス生放送! ゲスト：Mr.ブッタマン、プリティ太田 |
| 第100回 | 2014年10月27日 | 第6回BAZOOKA!!! 高校生RAP選手権 完全版 3時間スペシャル |

### BSスカパー!版 第101回〜第199回（2014年11月3日 - 2017年6月26日 ）
| 回      | 放送日         | タイトル |
| ------- | -------------- | --- |
| 第101回 | 2014年11月3日  | BAZOOKA!!! トラベル 北朝鮮の歩き方 ゲスト：初沢亜利 ライブ：どついたるねん |
| 第102回 | 2014年11月10日 | ヤンチャな女ののど自慢・アンコール |
| 第103回 | 2014年11月17日 | アメリカの極悪刑務所を生き抜いた日本人 ゲスト：KEI ライブ：S7ICK CHIKs |
| 第104回 | 2014年11月24日 | 陰謀論者達が語る2014年事件簿 ゲスト：ベンジャミン・フルフォード、リチャード・コシミズ、 丸山ゴンザレス、角由紀子 ライブ：前野健太 |
| 第105回 | 2014年12月1日  | バズーカ流セクシーポールダンス大会開催! |
| 第106回 | 2014年12月8日  | 続・訴えている人に聞いてみました ライブ：RIDDIMATES |
| 第107回 | 2014年12月15日 | BAZOOKA!!!ヤング珍品鑑定! |
| 第108回 | 2014年12月22日 | 第三回地下クイズ王決定戦! 解答者：HAYATO、篠原かをり、 しみけん、渡辺徹、BAZOOKAオールスターズ |
| 第109回 | 2015年1月12日  | バズーカゆかりの人に聞く流行予想2015 ゲスト：都築響一、D.O、新垣隆、しみけん |
| 第110回 | 2015年1月19日  | 心肺停止からの生還!死後の世界を徹底解説 ゲスト：木内鶴彦 ライブ：奇妙礼太郎 |
| 第111回 | 2015年1月26日  | 徹底検証!タバコは本当に身体に悪いのか? ゲスト：武田邦彦 ライブ：ニューロティカ |
| 第112回 | 2015年2月2日   | 芸術?猥褻?エロティックアートの世界 ゲスト：会田誠、ライブゲスト：紅桜 |
| 第113回 | 2015年2月9日   | 話題騒然!訴えてる人に聞いてみました3 ライブ：a flood of circle |
| 第114回 | 2015年2月16日  | 世界の電撃ネットワーク、バズーカ公演! |
| 第115回 | 2015年2月23日  | ライブ総集編 BAZLIVE MIXED-UP2 |
| 第116回 | 2015年3月2日   | BAZOOKA!!!男塾 借金50億円に負けない男 村西とおる ライブ：Y'S |
| 第117回 | 2015年3月9日   | 禁断のおっぱいSP2 ゲスト：野田義治、村西とおる |
| 第118回 | 2015年3月16日  | ヤングのための珍品ワールド2 |
| 第119回 | 2015年3月23日  | 出場者発表!高校生RAP選手権完全ガイド ゲスト：DARTHREIDER、ANARCHY、スチャダラパー ライブ：ANARCHY |
| 第120回 | 2015年4月13日  | 3時間一挙放送!第7回高校生ラップ選手権 |
| 第121回 | 2015年4月20日  | 柳沢慎吾のBAZOOKA!!!ジャック |
| 第122回 | 2015年4月27日  | タバコ推奨派VS嫌煙派!－SMOKE WARS 嫌煙派の逆襲－ ゲスト：磯村毅、武田邦彦、津田敏秀、藤本祥和 |
| 第123回 | 2015年5月4日   | 知られざるアルコール依存症の恐怖 ゲスト：まんしゅうきつこ、高橋龍太郎 ライブ：水曜日のカンパネラ |
| 第124回 | 2015年5月11日  | 俺の描く娘が一番エロいよアワード2015 パネラー：リブユウキ、たべ・こーじ、ディープバレー、おじょ ゲスト：峰なゆか |
| 第125回 | 2015年5月18日  | 世界的流行?よくわかるノイズ音楽の魅力 ゲスト：非常階段 ライブ：大友良英 |
| 第126回 | 2015年5月25日  | 虫ュラン?昆虫食グルメガイド! ゲスト：内山昭一 VTR出演：篠原かをり |
| 第127回 | 2015年6月1日   | SMOKE WARS〜最後の聖戦〜 ゲスト：磯村毅、武田邦彦、津田敏秀、藤本祥和 |
| 第128回 | 2015年6月8日   | タバコ推奨VS嫌煙第3弾!ついに決着! ゲスト：磯村毅、武田邦彦、津田敏秀、藤本祥和 |
| 第129回 | 2015年6月22日  | 拳銃密輸王と呼ばれた男、その波乱の人生 ゲスト：金田仁 ライブ：myeahns |
| 第130回 | 2015年6月29日  | お化けの出てこない怖い話2015 ゲスト：村西とおる、近藤孝志、D.O、土肥ポン太 永田裕志、サラミ、小野浩章、太田芳子、北芝健 |
| 第131回 | 2015年7月6日   | 史上最強!第四回地下クイズ王決定戦! 解答者：丸山洋平、高野望、しみけん、 渡辺徹、BAZOOKAオールスターズ |
| 第132回 | 2015年7月13日  | 高校生ラップ王者ニガリ、涙と笑の上京物語 ゲスト：GOMESS |
| 第133回 | 2015年7月20日  | もう一度逢いたい伝説の男! ゲスト：チャールズ伊東 ライブ：Tariki Echo |
| 第134回 | 2015年7月27日  | 唯一無二の漫談家、ケーシー高峰の遺言状 ライブ：BLOODEST SAXOPHONE feat.JEWEL BROWN |
| 第135回 | 2015年8月10日  | クレイジー演歌グランプリ ゲスト：都築響一 |
| 第136回 | 2015年8月17日  | 祝還暦!喧嘩王シーザー武志 ゲスト：シーザー武志 ライブ：THE NEATBEATS |
| 第137回 | 2015年8月24日  | 謎の格闘家・横山秀房VS芸人、大乱闘! ゲスト：バッドボーイズ佐田 |
| 第138回 | 2015年9月7日   | 現代不良少女服飾入門 |
| 第139回 | 2015年9月14日  | 出場者発表!第8回高校生RAP選手権in大阪 直前完全ガイド |
| 第140回 | 2015年9月28日  | 山田孝之が審査!おっぱいコレクション2015秋 |
| 第141回 | 2015年10月12日 | 話題騒然!第8回高校生ラップ選手権 |
| 第142回 | 2015年10月19日 | ヴィジュアル系バンドとバンギャの秘密の関係とは? ゲスト：角川慶子 ライブ：ベッド・イン |
| 第143回 | 2015年10月26日 | BAZOOKA!!!青春グラフィティ 茨城ロックの全て |
| 第144回 | 2015年11月2日  | BLACK BAZOOKA!!!在日黒人の主張 ゲスト：ぶらっくさむらい、ジャン、リロイ太郎、 ボビー・オロゴン、オスマン・サンコン、ヨンコン(サンコン勇)、 ACE、ルビィ、チャールズ伊東                                                                                              |
| 第145回 | 2015年11月9日  | ハゲの主張とその主張 ゲスト：東国原英夫、武藤敬司、板東英二、 坪倉由幸（我が家）、あっちゃん（ニューロティカ） ライブ：J-REXXX |
| 第146回 | 2015年11月16日 | トップAV男優・しみけんの正体に迫る! ライブ：藤井洋平 |
| 第147回 | 2015年11月23日 | 第二回「セクシーポールダンス選手権」 |
| 第148回 | 2015年12月7日  | ヤングのための落語ニュースクール柳家三三 ゲスト：立川吉笑、桂三度、九龍ジョー |
| 第149回 | 2015年12月14日 | 欠損レディースポジティ部 義肢で活躍する女性達 |
| 第150回 | 2015年12月28日 | 史上最狂! 第五回地下クイズ王決定戦! 解答者：山本匡人、篠原かをり、しみけん、 田中正信、BAZOOKAオールスターズ |
| 第151回 | 2016年1月2日   | 新春90分拡大SP ヤンチャな女ののど自慢3 |
| 第152回 | 2016年1月18日  | 全出し! おっぱいだらけのBAZOOKA!!!総集編 |
| 第153回 | 2016年1月25日  | 世界エロ遺産「秘宝館」に行こう! ゲスト：妙木忍、都築響一 ライブ：LEARNERS |
| 第154回 | 2016年2月1日   | 危険度MAX!ウイングスーツ飛行! ゲスト：伊藤慎一 ライブ：SANABAGUN |
| 第155回 | 2016年2月8日   | 解禁!パチンコ裏話 ゲスト：大崎一万発、POKKA吉田 ライブ：JINTANA&EMERALDS |
| 第156回 | 2016年2月22日  | なべおさみの嘘か?本当か?信じられない話 ゲスト：なべおさみ、ライブ：LUCKY TAPES |
| 第157回 | 2016年2月29日  | 緊急レポート 北星余市を救え! |
| 第158回 | 2016年3月7日   | 伝説のキックボクサー立嶋篤史という生き方 |
| 第159回 | 2016年3月14日  | 陰謀論者だらけの事件簿2016 ゲスト：宇田川敬介、角由紀子、 ベンジャミン・フルフォード、リチャード・コシミズ |
| 第160回 | 2016年3月28日  | 出場者発表!高校生RAP選手権完全ガイド ゲスト：DARTHREIDER、MARIA（SIMI LAB）、 2WIN、OZROSAURUS |
| 第161回 | 2016年4月11日  | JOJO広重の占い階段 ゲスト：JOJO広重(非常階段) ライブ：松本都階段 |
| 第162回 | 2016年4月18日  | BAZOOKA!!! 第9回高校生ラップ選手権 in大阪 3時間SP |
| 第163回 | 2016年4月25日  | そうだったのか! エロ都市伝説徹底解明の夜 ゲスト：澁谷果歩、丸田佳奈 |
| 第164回 | 2016年5月2日   | 日本のTATOO問題を考える ゲスト：十三花、佐藤亮平、寺川翔、D.O、 渋谷彫雅・岸雅裕、吉田泉 ライブ：山嵐 |
| 第165回 | 2016年5月9日   | オードリー若林と日本語ラップを学ぼう! ゲスト：D.O、ANI（スチャダラパー） ライブ：5lack |
| 第166回 | 2016年5月16日  | 国民的エロコスプレコンテスト エントリー：御茶海マミ、雨宮留菜、赤根京、加納ろく |
| 第167回 | 2016年5月30日  | BAZLIVE MIXED-UP3 ゲスト：ベッド・イン、LEARNERS、 BLOODEST SAXOPHONEfeat.JEWEL BROWN、 JINTANA&EMERALDS、玉手初美、SANABAGUN.、J-REXXX、 水曜日のカンパネラ、OZROSAURUS、 MC☆ニガリ a.k.a.赤い稲妻＆GOMESS、 ANARCHY、OMSB、藤井洋平、非常階段×大友良英×BAZOOKA!!! |
| 第168回 | 2016年6月13日  | 天才野性爆弾川島の世界 |
| 第169回 | 2016年6月20日  | 天才!矢口の魅力が出るテレビ |
| 第170回 | 2016年6月27日  | Mighty Crownの就職しないで生きるには ライブ：FIRE BALL |
| 第171回 | 2016年7月4日   | SHOUTAの一生の友達オーディション! |
| 第172回 | 2016年7月11日  | 天才覆面アーティスト Rockin' Jelly Beanの素顔 ライブ：TEXACO LEATHERMAN |
| 第173回 | 2016年7月18日  | 母に捧げるデスボイス ゲスト：k（Deadman Walking）、みっき〜（G∀LMET）、 kacchang（Phantom Excaliver）、 アルプス（+桃尻東京テレビジョン+）、 ユダ（流血ブリザード）                                                                                                 |
| 第174回 | 2016年7月25日  | カンパニー松尾 ボクと素人AVの30年 ゲスト：川上奈々美 |
| 第175回 | 2016年8月1日   | 第六回地下クイズ王決定戦! 解答者：高橋知之、吉田淳子、鈴木貴博、上野尚人、 BAZOOKAオールスターズ 他出演：しみけん、田中正信 |
| 第176回 | 2016年8月8日   | 第3回放送NG演芸 |
| 第177回 | 2016年8月15日  | 第10回高校生RAP選手権 MATCH UP!!SP ゲスト：NAOTO（EXILE/三代目J Soul Brothers/HONEST BOYZ）、 DARTHREIDER |
| 第178回 | 2016年8月22日  | ○○な蔵出し映像SP※真木蔵人復帰 |
| 第179回 | 2016年8月29日  | 高校生RAP選手権とは何だ!SP |
| 第180回 | 2016年9月26日  | 第10回高校生RAP選手権3時間SP |
| 第181回 | 2017年1月9日   | あの伝説のおっぱい企画がカムバック! BEAUTY BUST 2017開催 |
| 第182回 | 2017年1月16日  | やべきょうすけという男 |
| 第183回 | 2017年1月23日  | マイノリティーの主張 〜大麻吸ってもいいんじゃない〜 ゲスト：前田耕一、福田一典、D.O |
| 第184回 | 2017年1月30日  | BAZOOKA!!! Magazaine VTRゲスト：「性の喜びおじさん」こと岩下竜二、渕野由美 |
| 第185回 | 2017年2月6日   | ダークサイドゼミナール/殺される前に知っておきたい10の殺人鬼 ゲスト：柳下毅一郎、能町みね子、篠原かをり |
| 第186回 | 2017年2月13日  | 俺のワイテク買って下さい ゲスト：村西とおる、仙頭正教、髙木希奈、 クンニクマン、しみけん、藤原光博 |
| 第187回 | 2017年2月20日  | 大麻吸ってもいいじゃない 推奨派VS反対派 ゲスト：前田耕一、福田一典、D.O、船山信次、高濱良次 |
| 第188回 | 2017年2月27日  | 変な名前の演奏会 ライブゲスト：空きっ腹に酒、あっこゴリラ、溺れたエビ!、 スライディングが普通の歩き方、クリトリック・リス |
| 第189回 | 2017年3月6日   | 緊急特別企画！隠謀はなんでも知っている 2017 ゲスト：角由紀子、ベンジャミン・フルフォード、リチャード・コシミズ |
| 第190回 | 2017年3月20日  | 第11回高校生RAP選手権in仙台直前SP ゲスト：R-指定（Creepy Nuts）、臼田あさ美、 酒井健太（アルコ&ピース）、KEN THE 390、 MARIA（SIMI LAB） ライブゲスト：ちゃんみな                                                                                                   |
| 第191回 | 2017年4月10日  | 第11回高校生RAP選手権 2.5hSP 大会審査員：漢 a.k.a. GAMI、MARIA（SIMI LAB）、 鎮座DOPENESS、ACE、DOTAMA レフェリー：HIDADDY DJ：DJ KEN-BO |
| 第192回 | 2017年4月17日  | レッツ・信心！春の新興宗教ガイド ゲスト：島田裕巳 ライブゲスト：SHAMANZ |
| 第193回 | 2017年4月24日  | BAZOOKA!!! DANG KONG（男根）ナイト |
| 第194回 | 2017年5月1日   | 炎と爆破と流血と、麗しきデスマッチの世界 |
| 第195回 | 2017年5月8日   | 日本人が今読むべきヤンキー漫画BIG3 ゲスト：久田将義 |
| 第196回 | 2017年5月29日  | インド仏教徒1億人の頂点に立つ男 ゲスト：佐々井秀嶺、踊ろうマチルダ |
| 第197回 | 2017年6月5日   | BAZOOKA!!!文化遺産 ～今、エロ本を読もう～ ゲスト：黒沢哲哉 |
| 第198回 | 2017年6月12日  | 父の日スペシャル 私の父は、麻原彰晃 ゲスト：松本麗華 |
| 第199回 | 2017年6月19日  | ヤンチャな女ののど自慢4 |
| 第200回 | 2017年6月26日  | 200回記念SP in マカオ |

### BSスカパー!版 第201回～第264回（2017年7月10日 - 2019年8月26日）
| 回      | 放送日         | タイトル |
| ------- | -------------- | --- |
| 第201回 | 2017年7月10日  | BAZOOKA!!!流就職ガイド ～汁男優のススメ～ |
| 第202回 | 2017年7月17日  | D.Oの今HIPHOPより熱いもの！ 仮想通貨の世界 ゲスト：大塚雄介、D.O、 変態紳士クラブ（WILLYWONKA×VIGORMAN）                                                                              |
| 第203回 | 2017年7月24日  | ユーロビートとパラパラ ゲスト：都築響一、DJ BOSS、パラパラオールスターズ |
| 第204回 | 2017年7月31日  | 緊急特別企画 BAZOOKA!!!新プロジェクト始動SP |
| 第205回 | 2017年8月7日   | 第12回高校生RAP選手権 in MAKUHARI 直前SP |
| 第206回 | 2017年8月28日  | 訴えてる人に聞いてみました2017 |
| 第207回 | 2017年9月4日   | 第12回高校生RAP選手権 2.5h SP ゲスト：漢 a.k.a GAMI、鎮座DOPENESS、MARIA（SIMILAB）、 R-指定（Creepy Nuts）、DOTAMA、HIDADDY、DJ KEN-BO                                               |
| 第208回 | 2017年9月11日  | 第12回高校生RAP選手権 LIVEスペシャル ゲスト：EINSHTEIN∓言×THEANSWER、 ちゃんみな、BAD HOP、 Creepy Nuts、NITRO MICROPHONE UNDERGROUND、 ANARCHY、AK-69                                |
| 第209回 | 2017年9月18日  | 大人の観光ガイド！そうだ 売春島に行こう！ ゲスト：高木瑞穂 |
| 第210回 | 2017年9月25日  | お化けの出てこない怖い話 2017 |
| 第211回 | 2017年10月16日 | BAZOOKA!!!バンドSP |
| 第212回 | 2017年10月23日 | 日本競馬 知られざる表と裏 ゲスト：藤田伸二 |
| 第213回 | 2017年10月30日 | BAZOOKA!!!的文化人類学 ルーちゃんと野糞 ゲスト：ルーちゃん、伊沢正名 |
| 第214回 | 2017年11月6日  | 千眼美子の幸福のBAZOOKA!!! ～全部、やっちゃうね～ ゲスト：千眼美子 |
| 第215回 | 2017年11月20日 | ベンジャミン・フルフォードの真実のBAZOOKA!!! ～Say Everything～ |
| 第216回 | 2017年11月27日 | 三度の飯よりスニーカーが好き！ 俺たちスニーカージャンキー ゲスト：KING-MASA、ニブンノゴ大川、 シソンヌ長谷川、デルピエロ石田                                                          |
| 第217回 | 2017年12月4日  | BAZOOKA!!!マイノリティーの主張 ポリアモリーという生き方 |
| 第218回 | 2017年12月11日 | ジェニーハイの速報と新たなる挑戦 |
| 第219回 | 2018年1月22日  | VIVA戌年！ ラブリーワンちゃんコンテスト 美しいおっ◯いを持つ女性たちが生放送のスタジオで、 その自慢のおっ◯いを披露してくれます！                                                       |
| 第220回 | 2018年1月29日  | 俺たちスニーカージャンキー2 ゲスト：シソンヌ長谷川、ニブンノゴ！大川、 KING-MASA、デルピエロ石田                                                                                      |
| 第221回 | 2018年月日     | 第13回高校生RAP選手権事前SP ゲスト：KEN THE 390 |
| 第222回 | 2018年2月12日  | あなたの知らない隠された予言 ゲスト：泉パウロ、角由紀子、キック |
| 第223回 | 2018年2月19日  | 小籔とくっきーと千鳥(生でフリートーク) |
| 第224回 | 2018年3月12日  | BAZOOKA!!!トライアウト ～ダイアンの頑張りをスカパー！上層部に認めさせる回～ ゲスト：ダイアン                                                                                          |
| 第225回 | 2018年4月2日   | 高校生RAP選手権 総集編 |
| 第226回 | 2018年4月9日   | 天才!! 川谷絵音という男 ゲスト：川谷絵音 クリトリック・リス、吉本新喜劇ィズ、ジェニーハイ                                                                                             |
| 第227回 | 2018年4月16日  | 第13回高校生RAP選手権 2.5H SP |
| 第228回 | 2018年4月23日  | 今、知っておきたい日本刀の世界 ゲスト：前田日明、町井勲、美甘子、お侍ちゃん |
| 第229回 | 2018年4月30日  | BAZOOKA!!! 俺たちの電マ ゲスト：しみけん、佐倉絆、ドクター松下、米澤孝文 |
| 第230回 | 2018年5月7日   | レギュラー立候補シリーズ第2弾 ゲスト：とろサーモン |
| 第231回 | 2018年5月14日  | 放送NG演芸2018 ゲスト：シソンヌ、どぶろっく、紺野ぶるま、ガリットチュウ etc |
| 第232回 | 2018年5月21日  | 生で完全フリートーク |
| 第233回 | 2018年5月28日  | 有村くんと森脇くんの胸キュン映画 おじさんがときめいたっていいじゃない ゲスト：有村昆、森脇健児                                                                                        |
| 第234回 | 2018年6月4日   | BAZOOKA!!!流 Cool Japan 第1回国民的童顔巨乳コンテスト ゲスト：篠崎愛、清水あいり、長澤茉里奈、RaMu、和地つかさ etc                                                                    |
| 第235回 | 2018年6月11日  | 米朝首脳会談直前SP 隠謀論者が語る、どうなる北朝鮮 ゲスト：ベンジャミン・フルフォード、リチャード・コシミズ、角由紀子                                                                  |
| 第236回 | 2018年6月18日  | 仮想通貨 実際のところどうなのNIGHT ゲスト：KAZMAX、henashamp、渡邉哲也 |
| 第237回 | 2018年6月25日  | 絶滅危機！パチンコの本当の未来 ゲスト：大崎一万発、POKKA吉田 |
| 第238回 | 2018年7月9日   | 俺たちスニーカージャンキー エピソード3～非ナイキ派の逆襲～ ゲスト：有村昆、アントニー、かまいたち山内、 グッドウォーキン上田、デルピエロ石田、ニブンノゴ!大川                         |
| 第239回 | 2018年7月23日  | 森脇くんと徳永くんの胸熱電車 ゲスト：徳永ゆうき、森脇健児 |
| 第240回 | 2018年7月30日  | ジェニーハイが遂に初フェス |
| 第241回 | 2018年8月6日   | 第14回高校生RAP選手権事前SP ゲスト：KEN THE 390、2WIN、アントニー、BAD HOP |
| 第242回 | 2018年8月20日  | 角由紀子という女 |
| 第243回 | 2018年8月27日  | 高校生スケボー選手権 ゲスト：小林俊太、伊佐風椰、小倉海童、岸海、清野玲良、戸倉万汰廊、根岸空、星野大喜、吉川楓                                                                       |
| 第244回 | 2018年9月3日   | 高校生スケボー選手権2 ゲスト：小林俊太、伊佐風椰、小倉海童、岸海、清野玲良、戸倉万汰廊、根岸空、星野大喜、吉川楓                                                                      |
| 第245回 | 2018年9月24日  | 第14回高校生RAP選手権 2.5HSP 【審査員】漢 a.k.a. GAMI、MARIA(SIMI LAB）、 DOTAMA、呂布カルマ、T-Pablow 【レフェリー】HIDADDY                                                          |
| 第246回 | 2018年10月15日 | 7周年SP in シンガポール |
| 第247回 | 2018年10月22日 | 7周年SP in シンガポール 番外編 |
| 第248回 | 2018年10月29日 | レディーのためのタトゥー入門 |
| 第249回 | 2018年11月12日 | 忘れてたまるか 山本"KID"徳郁 ゲスト：山本美憂 |
| 第250回 | 2018年11月26日 | 生で完全フリートーク 小籔、くっきー、千鳥、やべきょうすけ |
| 第251回 | 2018年12月3日  | 仙頭正教presents 新宿歌舞伎町MADレジャーガイド ゲスト：仙頭正教 |
| 第252回 | 2018年12月10日 | にしくんという偉大なる小男 ゲスト：西晃平 |
| 第253回 | 2018年12月17日 | 陰謀論者のニュースそうだったのか!!2018 ゲスト：ベンジャミン・フルフォード、リチャード・コシミズ、 角由紀子、ジェイ・エピセンター                                                      |
| 第254回 | 2018年12月24日 | ジェニーハイSP |
| 第255回 | 2019年1月7日   | BAZOOKA!!! 総集編 |
| 第256回 | 2019年3月4日   | 第15回高校生RAP選手権 直前SP |
| 第257回 | 2019年4月22日  | 第7回平成最後の地下クイズ王決定戦 前編 解答者：能町みね子、神保新、徳久倫康、蒲池和明、 BAZOOKAオールスターズ (鈴木貴博、千鳥、中嶋イッキュウ) 司会：小籔千豊、アシスタント：しみけん |
| 第258回 | 2019年4月29日  | 第7回平成最後の地下クイズ王決定戦 後編 出演者： 同上 |
| 第259回 | 2019年5月6日   | 第15回高校生RAP選手権 2時間半SP |
| 第260回 | 2019年5月20日  | 生で完全フリートーク |
| 第261回 | 2019年6月3日   | お化けの出てこない怖い話 2019 |
| 第262回 | 2019年6月17日  | ザ・ヤバイ師匠 東と西の兵たち |
| 第263回 | 2019年8月13日  | 第16回高校生RAP選手権 2時間半SP |
| 第264回 | 2019年8月26日  | 兄さんこの手がありますよ BAZOOKA!!!最終回！ |

### ABEMA版 シーズン1 第1回〜第20回（2022年6月4日 - 2022年10月29日）
| 回     | 放送日         | タイトル                                                  |
| ------ | -------------- | --------------------------------------------------------- |
| 第1回  | 2022年6月4日   | 伝説のバラエティが復活!!平本蓮が全裸ロケ＆高ラ特報        |
| 第2回  | 2022年6月11日  | 水原希子が女性専用「ハライキ」を調査 ＆高ラ特報           |
| 第3回  | 2022年6月18日  | ヤンチャな男の女の「のど自慢」＆高ラ決勝進出者が決定      |
| 第4回  | 2022年6月25日  | 高校生RAP選手権 大会本番直前SP                            |
| 第5回  | 2022年7月9日   | 地下クイズ王決定戦!!社会不適合者のためのクイズの祭典      |
| 第6回  | 2022年7月16日  | 水原希子が人生初の歌舞伎町ホストクラブで赤面の連続        |
| 第7回  | 2022年7月23日  | 10文字の官能美 世界最短の極上エロス「10文字猥談」         |
| 第8回  | 2022年7月30日  | 【告発】映画界に蔓延る性加害の闇を本人が暴露              |
| 第9回  | 2022年8月6日   | 衝撃の怪演が続々!!エキストラNO.1決定戦                    |
| 第10回 | 2022年8月13日  | 平本蓮ビビる！深夜のセクシー美女＆謎のドロドロ犬探し      |
| 第11回 | 2022年8月20日  | セクシー×大喜利 ピンクな妄想センスを競う大会              |
| 第12回 | 2022年8月27日  | ギリギリアウト！？度を超えたセクシー＆過激ネタの祭典      |
| 第13回 | 2022年9月3日   | ガチ幽霊と遭遇!!!平本蓮が最恐心霊スポットロケ             |
| 第14回 | 2022年9月10日  | 禁断の地にカメラ初潜入 出没！ヤバ街ック天国in尼崎         |
| 第15回 | 2022年9月17日  | 超過激セクシーニットの祭典で脱少子化!!                    |
| 第16回 | 2022年9月24日  | 【閲覧注意】中毒者だらけ…米政府に見捨てられた街に初潜入！ |
| 第17回 | 2022年10月8日  | 水原希子が大絶叫！セクシー現場を美人姉妹で生リポート      |
| 第18回 | 2022年10月15日 | 歌舞伎町浄化作戦！街に溢れる巨大害獣を捕獲せよ！          |
| 第19回 | 2022年10月22日 | バイクのコールでカラオケ！？旧車を集めた夢の祭典が開幕！  |
| 第20回 | 2022年10月29日 | 水原希子＆平本蓮ペアの初体験ロケを一挙出し                |

また、放送とは別にABEMAビデオ限定コンテンツとして「今週の陰謀NEWS」（第1回〜第9回。ABEMAプレミアム限定）・「JKラッパーKTちゃんのお悩み相談室」（第10回〜第20回。無料）を配信している。

### ABEMA版 シーズン2 第1回〜第12回（2023年3月4日 - 2023年5月27日）
| 回     | 放送日        | タイトル                                             |
| ------ | ------------- | ---------------------------------------------------- |
| 第1回  | 2023年3月4日  | 決して手を出してはいけないドラッグが蔓延する街に潜入 |
| 第2回  | 2023年3月11日 | “アゲ嬢”パワーで必勝祈願！平本蓮RIZIN応援企画        |
| 第3回  | 2023年3月18日 | 霊が首を絞める…平本蓮が最恐心霊スポットに潜入        |
| 第4回  | 2023年3月25日 | ロケ中に捕まる…？歌舞伎町スカウト企画で緊急事態！    |
| 第5回  | 2023年4月1日  | 高校生RAP選手権 今からでもまだ間に合う直前SP!!       |
| 第6回  | 2023年4月3日  | 第18回高校生RAP選手権                                |
| 第7回  | 2023年4月15日 | 歌舞伎町、芸能界の裏側…ディープすぎる闇の“ウソ”話    |
| 第8回  | 2023年4月22日 | 禁断!?エキストラのクセ演技×一流俳優 奇跡のコラボ     |
| 第9回  | 2023年5月6日  | イタリアの美人 改造人間を調査！ヘビの舌＆頭にツノ…   |
| 第10回 | 2023年5月13日 | 実録!!悪魔VSエクソシスト+平本蓮RIZINの裏側           |
| 第11回 | 2023年5月20日 | 瓜田純士という男！歌舞伎町で過激な半生を紐解く！     |
| 第12回 | 2023年5月27日 | 善か悪か!?大麻合法から１年のタイを実地調査           |

## 単行本
- BAZOOKA!!!地下クイズ王決定戦公式問題集（2016年7月27日、太田出版）

## スタッフ

### ABEMA版
- ナレーター：山崎岳彦、佐藤政道
- <技術>
  - SW：橋本圭祐、岡田勇輝、横田将宏
  - CAM：濱川和人、渡邊晃、池田純哉、渡邊晃、中峯輝也、西阪康史、中村佳央、大庭純平、橋本圭祐、大塚貴明、井内智衣名、芝山栄一、高橋あかね、佐藤久美、坂井出俊也、中垣宏一、横田将宏、佐原陽平、芹澤秀徳、清田忠秀、小川経一、伊郷憲二、秋元辰也、村越勝利、竹下健太郎、平野善男、間野英利、関口翼
  - MIX：山田値久、藤岡絵里子、榊原大輔
  - AUD：中村宏美、榊原大輔、山元萌、瀧健太郎、金村陽多、宇野木俊宏、山本恵美、津田寛匡、川原颯介、山本翔翼、青山禎矢、浅野晴紀、渡辺真由、小美濃春菜
  - CA：田辺繭帆
  - VE：石野太一、中塚菜々子
  - UTL：牧野誠也、豊田沙恵、林蘭琦、川上令起、坪井翔太、有川実希、折笠萌々香、柴尾こと美
  - 照明：宮淳之介、ロション・ジュリアン・ジャック、吉川結美、高塚崚、米満優莉、野口翔矢
  - 編集・MA：ヌーベルアージュ
  - 音響効果：久留米勇介
  - グラフィックデザイナー：榛葉大介
  - エディター：岡村佳代子
  - 技術協力：NOUVELLE VAGUE
- <美術>
  - 美術プロデューサー：森健彦
  - デザイン：今長和宏
  - アートコーディネーター：山口武治
  - 大道具製作：三瓶一美、安藤良弘
  - 電飾：岸和幸
  - 装飾：藤生由紀
  - アクリル装飾：國母淳一
  - 美術協力：フジアール
- <制作>
  - 放送作家：大井洋一、竹村武司、宇野コーヘー、高柳浩平
  - リサーチ：北野圭祐
  - プロデューサー：樫尾魁、荒川慧介、玉手佑弥、黒木智子、根ヶ山高弘、堀内愛
  - プロダクトマネージャー：鮫島由美子
  - 制作アシスタント：加藤朗紀子、石井結人
  - 宣伝：船曳健太、町田亜弥、清水里佳子、小山慶
  - 広報：吉澤容子
  - AD：大澤慶己、羽城陸、一ツ木圭介、小林さくら、太田陽向
  - ディレクター：久保基樹、二宮孝太郎、根ヶ山高弘、内田雅行、武部礼、瀧本卓、和田英智、溝口幹
  - 総合演出：武田治
- 制作協力：CRANKY
- 制作著作：ABEMA

### BSスカパー!版
※2017年1月現在
- 企画統括：赤松勇介（以前は編成→プロデューサー）
- ナレーター：山崎岳彦
- <技術>
  - TD：畠山直人
  - SW：佐藤大視
  - CAM：山下剛、田宮長昭
  - VE：塚本修
  - 音声：外崎光一
  - 照明：浅野陽一
  - PA：黒瀬知幸
  - 技術協力：FMT（2013年6月までFLT）、共同テレビ、サンフォニックス、デジデリック
- 音響効果：Thee BLUEBEAT
- CGデザイン：榛葉大介
- CG送出：改裕介（デジデリック）
- 編集：久島慎一、渡邊敏行
- MA：峰紀雄
- PHOTO：are U me?
- TK：碓井香都子
- <美術>
  - 美術プロデューサー：森健彦
  - デザイン：きくちまさと
  - 美術進行：山口武治
  - 大道具：安藤良弘
  - 大道具製作：三瓶一美
  - 電飾：岸和幸
  - 装飾：藤生由紀
  - 美術協力：フジアール
- メイク：藤井陽子
- スタイリスト：大西千晴
- TITLE：Rockin' Jelly Bean
- <スタッフ>
  - 構成：大井洋一、竹村武司、宇野コーヘー、今井健太
  - リサーチ：やまだゆみ
  - AP：小松翔一郎、鴇田梨乃
  - 編成：上田徹、渡部康弘
  - ディレクター：落合圭太、吉澤直樹、田中義巳、小原靖広、木坂優介
  - 演出：和田英智（以前はディレクター）
  - 総合演出：武田治
  - プロデューサー：森克彦、中村宏信（オフィスパンチョ）、牛越美羽
- 制作：Mo-Green
- 制作著作：スカパー!

### 過去のスタッフ
- <スタッフ>
  - チーフプロデューサー：小松純也（元フジテレビジョン編成制作局バラエティー制作センター部長、現：共同テレビジョン）
  - プロデューサー：秋葉徹
  - 演出：岡宗秀吾
  - 構成：堀雅人、田中淳也／町山広美
  - ディレクター：佐藤大輔、松本博樹、藤井敏嗣、岩田徹、佐々木堅人、吉田晃浩、八島崇行
  - AP→編成：江原晃子
  - AP：室谷幸恵、川原三穂、本山麻美
  - AD：三神優、黒澤曜
- <技術>
  - TD：石黒義満
  - SW：村野哲也、小林知司
  - CAM：寺本和美、長谷川真也、磯前裕之、京田航
  - VE：磯沼亮太、神宮みほ
  - 音声：帯刀友美、酒井葉月、久馬邦一、和田啓之
  - 照明：須藤紀行、田部井利行
  - 楽器：松本勝利、島津哲也
- <美術>
  - アクリル装飾：石橋誉礼
  - 電飾：田中信太郎
  - 装飾：金田幸宏
  - 植木装飾：藤原佐知子
- メイク：谷川一志
- スタイリスト：小倉正裕、Yoshino、倉富裕人
- TK：槙加奈子、平野美紀子
- 音響効果：フリーダム・オブ・ザック、佳夢音
- CG：工藤良平、齋藤宜之
- CGデザイン：松下剛士
- CG制作：近藤竜大（デジデリック）
- 編集：永嶋晃